# 东振社区
东振社区，是中华人民共和国吉林省延边朝鲜族自治州汪清县新民街道下辖的一个社区级行政单位，2017年前为乡镇级别。2017年1月19日，吉林省人民政府批复设立大川街道、新民街道和长荣街道，东振社区工作委员会划入新成立的新民街道。

## 行政区划
2017年前，东振社区下辖以下地区：
第一社区、第二社区、第三社区、第四社区和第五社区。